# Alemanha no Festival Eurovisão da Canção Júnior
A Alemanha estreou no Festival Eurovisão da Canção Júnior 2020 em Varsóvia, Polónia. O canal de televisão infantil Kika, uma joint venture das emissoras nacionais alemãs ARD e ZDF, transmite o evento na Alemanha e organiza a seleção da inscrição do país em colaboração com o membro do consórcio ARD Norddeutscher Rundfunk (NDR).
O melhor resultado da Alemanha foi em 2023, quando a música "Ohne Worte" interpretada pela Fia ficou em 9º lugar entre 16 países participantes.

## História
A Alemanha originalmente participaria do concurso de 2003 em Copenhague, mas depois se retirou do concurso. Eles também planejavam participar do concurso de 2004 em Lillehammer, mas novamente se retiraram do concurso. Além disso, a NDR também transmitiu os concursos de 2003, 2015, e 2016. Para 2003, a emissora organizou uma transmissão atrasada em Kika, enquanto os concursos em 2015 e 2016 foram transmitidos ao vivo através do site Eurovision Song Contest da emissora, eurovision.de, com comentários fornecidos por Thomas Mohr.
Em maio de 2014, a NDR anunciou que não estrearia no concurso de 2014, pois acreditava que o concurso não seria um sucesso sob os padrões de marketing da televisão alemã . No entanto, eles observaram o concurso de 2013 em Kiev, na Ucrânia. A ZDF participou do Concurso de 2014 em Malta. Em 1 de julho de 2015, o membro do consórcio ARD NDR lançou uma pesquisa on-line para decidir se a Alemanha deveria ou não participar do concurso de 2015, que seria transmitido na estação infantil KiKa (uma joint venture entre ARD e ZDF). A Alemanha finalmente não participou.
Em dezembro de 2019, a KiKA confirmou que uma delegação da emissora e da NDR estava participando do concurso de 2019 em Gliwice, na Polônia, para experimentar a competição como parte do público. Enfatizou-se que ainda não havia sido tomada uma decisão sobre a participação ou não da Alemanha no ano seguinte, embora houvesse discussões estreitas com a UER.
Em 8 de julho de 2020, a KiKA confirmou que um delgamento das emissoras NDR e ZDF participará pela primeira vez no concurso de 2020 em Varsóvia. Sua primeira representante, Susan Oseloff, terminou em último lugar durante a final em 29 de novembro de 2020, marcando 66 pontos. No entanto, a Alemanha confirmou sua participação no concurso de 2021 na França. No dia 10 de setembro de 2021, foi realizada uma final nacional para selecionar o representante alemão para o concurso de 2021, vencida por Pauline Steinmüller com a música "Imagine Us". Em Paris, Pauline terminou em 17º lugar entre 19 países, recebendo 61 pontos.
Em 2 de agosto de 2022, Kika e NDR confirmaram que não participariam da edição de 2022 em Yerevan, Armênia, querendo fazer uma "pausa criativa" e citando avisos parciais de viagem para a Armênia emitidos pelo Ministério Federal das Relações Exteriores. Eles também confirmaram que Kika ainda estaria transmitindo o concurso. O país voltou ao concurso em 2023. A participante de 2023, Fia, com a música "Ohne Worte" também foi selecionada em uma final nacional. No Festival Eurovisão da Canção Júnior 2023, realizado em Nice, a Fia alcançou o melhor resultado para a Alemanha até o momento, terminando em 9º com 107 pontos. No Festival Eurovisão da Canção Júnior 2024, foi anunciado que a Bjarne seria a representante.

## Idiomas a concurso
| Idioma          | Vezes |
| --------------- | ----- |
| Alemão & inglês | 3     |
| Alemão          | 1     |

## Participação
Legenda
     Vencedor
     2.º lugar
     3.º lugar
     Pontuação Nula ("Null Points")/Último Lugar
     Melhor classificação (fora do top 3)
     Qualificação para a final (fora do top 3)
     País-anfitrião
     Desclassificado
| #  | Ano           | Artista        | Língua          | Canção                                                                           | Tradução                | Lugar          | Pontos         |
| -- | ------------- | -------------- | --------------- | -------------------------------------------------------------------------------- | ----------------------- | -------------- | -------------- |
| 1º | Varsóvia 2020 | Susan          | Alemão & inglês | "Stronger with You" C & L: Levent Geiger                                         | Forte contigo           | 12º            | 66             |
| 2º | Paris 2021    | Pauline        | Alemão & inglês | "Imagine Us" C & L: Alex Henke, Patrick Salmy, Ricardo Muñoz, Torben Brüggemann  | Imagina-nos             | 17º            | 61             |
|    | Erevã 2022    | Não participou | Não participou  | Não participou                                                                   | Não participou          | Não participou | Não participou |
| 3º | Nice 2023     | Fia            | Alemão          | "Ohne Worte" C & L: David Jürgens, Martin Fliegenschmidt, Sascha Seelemann       | Sem palavras            | 9º             | 107            |
| 4º | Madrid 2024   | Bjarne         | Alemão & inglês | "Save the Best for Us" C & L: Ignacio Uriarte, Kai Oliver Krug, Thomas Meilstrup | Salve o melhor para nós |                |                |

## Comentadores e porta-vozes
| Ano         | Comentarista         | Porta-voz      | Canal (es)     | Ref.           |
| ----------- | -------------------- | -------------- | -------------- | -------------- |
| 2003        | Desconhecido         | Não Participou | KiKa           | [ 4 ]          |
| 2004 - 2014 | Não transmitiu       | Não transmitiu | Não transmitiu | Não transmitiu |
| 2015        | Thomas Mohr          | Não Participou | Site da NDR    | [ 17 ]         |
| 2016        | Thomas Mohr          | Não Participou | Site da NDR    | [ 6 ]          |
| 2017 - 2019 | Não transmitiu       | Não transmitiu | Não transmitiu | Não transmitiu |
| 2020        | Bürger Lars Dietrich | Olivia         | KiKa           | [ 18 ] [ 19 ]  |
| 2021        | Constantin Zöller    | Venetia        | KiKa           | [ 20 ] [ 21 ]  |
| 2022        | Constantin Zöller    | Não Participou | KiKa           | [ 22 ] [ 23 ]  |
| 2023        | Constantin Zöller    | Vivienne Craig | KiKa           | [ 24 ]         |